# Homer
Homer [homêr] (starogrško Όμηρος: Hómēros - talec), antični grški pesnik, najverjetneje živel v 8. stoletju pr. n. št. v Mali Aziji. Je legendarni avtor Iliade in Odiseje, dveh epskih pesnitev, ki veljata za pomembnejši v starogrški literaturi. Iliada se dogaja med trojansko vojno, med desetletnim obleganjem Troje s strani grških kraljestev. Osredotoča se predvsem na spor med kraljem Agamemnomom in bojevnikom Ahilom v zadnjih tednih vojne. Odiseja pa se osredotoča na desetletno vračanje Odiseja, kralja Itake, domov po padcu Troje. Vprašanje, kdo, kdaj, kje in v kakšnih okoliščinah je spesnil Iliado in Odisejo, še vedno ostaja odprto. Na splošno se predpostavlja, da so obe deli napisali različni avtorji.
O Homerjevem življenju je znano malo gotovega in nekateri domnevajo, da je zgolj izmišljena oseba. Opisujejo ga kot enega od rapsodov, potujočih starogrških pevcev, ki so potovali po deželi in ob spremljavi lire peli pesmi. Njegov rojstni kraj ni znan, zato si ga prisvajajo številna mesta v Grčija in Turčiji. Večinoma ga povezujejo z Jonijo, pokrajino v osrednji obalni Anatoliji, danes v Turčiji. Sodobni strokovnjaki štejejo te pripovedi za legende.
Homerjeva dela imajo osrednjo vlogo v antični literaturi. Poznavanje Homerjevih del je bil, kot se zdi, del splošne izobrazbe starih Grkov (pozneje tudi Rimljanov). Platon in Aristotel sta ga večkrat citirala, Vergil se je zgledoval po njem pri pisanju svoje Eneide, vpliv njegovih del pa je opaziti v evropski književnosti in umetnosti vse do danes.

## Epsko pesništvo pred Homerjem
Dovršena epska tehnika, bujno umetniško izražanje, umetni Homerjev jezik, zelo okreten verz, številni ukrasni pridevki, tipična števila, pogoste formule, ki se v istih ali podobnih situacijah neprestano ponavljajo, žive in sveže vzporednice in umetniška dovršenost Homerjevih pesnitev kaže, da je pri Grkih davno pred Homerjem cvetelo narodno epsko pesništvo. Ni verjetno, da bi se taka dovršenost pojavila prvič v Homerjevih epih. Vendar, ker o obdobju epskega pesništva, ki je cvetelo pred Homerjem, nimamo skoraj nobenih preverjenih podatkov, moramo njegove sledi poiskati v Homerjevih delih. Tukaj se izkaže določena razlika med Ilijade in Odiseje. Ko v Ilijadi IX, 185. i d. pridejo ahajski poslanci k Ahilu s prošnjo da skleni sporazum z Agamemnonom in da se vrne v boj, ga najdejo kako v spremstvu zvonke kitare poje slavna, herojska dela junakov (κλέα ἀνδρῶν). V Odiseji, nasprotno, pojejo κλέα ἀνδρῶν posebni pevci — ἀοιδοί — aojdi. Penelopine snubce, ki so gostje v Odisejevem domu, zabava pevec Femij, ki jim poje pesmi v spremljavi kitare. Poje jim pesem o žalostnem povratku Ahajacev (Od. I, 325-327). Na dvoru fajaškega kralja Alkinoosa vidimo slavnega slepega pevca Demodoka, ki s kitaro poje poleg ostalih pesmi tudi pesem o propadu Iliona (Troja). Ta pesem je Odiseju priklicala potok solz na oči, ker je pevec omenil tudi njega v pesmi.
Iz citiranih mest izhaja, da so tudi pred Homerjem obstajale epske pesmi, a so bile kratke in obravnavale zgodbe o bogovih in herojih. Nadalje vidimo da nekatere od te pesmi pojejo sami junaki, druge umetniki, ki jim je petje poklic. Iz Homerjevega prikaza izhaja, da sta oba pevca — Femij in Demodok — navdahnjena od nekega boga ali muze; pojejo na vladarskih dvorih v spremljavi kitare.
Umetnost epskega pevca je poklic, ki zahteva posebno znanje, izkušnje in talent. Ti pevci ne pojejo samo svojih pesmi, ampak tudi tiste, ki so jih slišali od drugih. Pomembnost aeda za razvoj epske poezije je zelo velika, ker so oni s svojim petjem prenašali pesmi iz roda v rod in jih širili med širokimi ljudskimi sloji. Tako je bila pot od kratke epske pesmi do velikega umetniškega epa precej dolga. Ko so epske pesmi postale večje in izpopolnjene, jih niso več peli aojdi ampak so jih recitirali rapsodi, ki z večjo zalogo naučenih epskih pesmi potujejo po helenskih polisih. O takih rapsodih govori tudi Herodot (V, 67). Rapsodi, ki so recitirali samo Homerjeve pesmi, so se imenovali Homeridi.

## Lik pesnika
V vezi z Ilijado in Odisejo se postavlja vprašanje kaj vse vemo o pesniku, na katerih avtor naj bi bil. Kljub vsestranskemu raziskovanju Ilijade, Odiseje in vseh podatkov o pesnikovem življenju, ki so ohranjeni iz preteklosti, še danes ne vemo nič zanesljivega o njegovem življenju. V antiki je bilo napisanih mnogo Homerjevih življenjepisov a so podaki v njih problematični in pogosto protislovni. Od vse življenjepisov izstopa eden, ki ima obliko malega romana z naslovom Tekmovanje Homerja in Hesioda (starogrško: Ὁμήρου καὶ Ἡσιόδου ἀγών, Certamen Homeri et Hesiodi). Taj zapis je sestavil v času rimskega cesarja Hadrijana neki neznani pisec. V tem zanimivem spisu je govor o Homerjevi in Heziodovi domovini in genealogiji, potem pa njuno tekmovanje. Tekmovala sta tako, da je Heziod povedal verze v katerih je bilo kakšno protislovje, Homer pa je moral dodati verz, s katerim je to protislovje oporekel. Na primer:
Hesiod: οὗτος ἀνὴρ ἀνδρός τ' ἀγαθοῦ καὶ ἀναλκιδός ἐστι 
Ta človek je sin zelo strašljivega junaka
Homer: μητρός, ἐπεὶ πόλεμος χαλεπὸς πάσῃισι γυναιξίν. 
mati ni njemu nobena, ker žena ne ljubi vojne.
Hesiod: ὣς οἳ μὲν δαίνυντο πανήμεροι οὐδὲν ἔχοντες 
Tako se gostijo oni cel dan in nimajo nič
Homer: οἴκοθεν, ἀλλὰ παρεῖχεν ἄναξ ἀνδρῶν Ἀγαμέμνων. 
od hiše, že Agamemnon gospodar daje vse ljudi...itd.
Potem sta morala oba pesnika recitirati najlepše verze iz svojih pesmi. Heziod je povedal verze iz Dela in dnevi 383-392, Homer iz Ilijade XIII, 126-133. in 339-344. Sodnik je dodelil nagrado (tropod) Heziodu in rekel, da je prav da je zmagovalec tisit, ki poziva na obdelovanje polja in mir, in ne tisti, ki poje o vojnah in pokolih. Ker so nezanesljivi podatki o Homerjevem življenju, tako so nezanesljive vse vesti o času njegovega življenja in domovini. Ko so sestavljali življenjepis, so čas njegovega življanja določali zelo različno. Po nekaterih je živel v času trojanske vojne (1193-1183); po drugih 100 ali 400 let po njej. Herodot pravi, da je Homer Heziodov sodobnik. S tem ta problem ni rešen saj tudi čas Heziodovega življenja ni zanesljivo potrjen.
Več jonskih in drugih mes se je ponašalo, da so Homerjeva domovina. Imena teh mest so zapisana v heksametru, ki iz metričnih razlogov ne dopušča da jih je več kot sedem. Zato se heksametar pojavlja v več variantah, od katerih se ena glasi:
Ἑπτὰ πόλεις διερίζουσιν περὶ ῥίζαν Ὁμήρου·
Σμύρνα, Ῥόδος, Κολοφών, Σαλαμίς, Ἴος, Ἄργος, Ἀθῆναι.
Tukaj so torej, kot mesta Homerjevega rojstva, navedeni: Izmir, Rodos, Kolofon, Salamina, Ios, Argos in Atene. V drugih primerih v sta še otoka Ios in Itaka in mesti Pilos in Kima. Zdi se, da je najstarejša in v antiki najbolj raširjena vest tista, ki kot Homerjev rojstni kraj navaja Izmir (takrat Smirna).
Homera so si predstavljali kot starega, siromašnega in slepega pevca, ki je potoval iz kraja v kraj in živel od recitiranja svojih pesmi. Takemu liku je odgovarjal slepi pevec Demodok na dvoru fajaškega kralja Alkinoosa. Ta opis velikega pesnika povsem izmišljen saj nima v sebi nič individualnega in odgovarja idealiziranemu liku recitatorja (rapsoda), ki so hodili po grških mestih in recitirali. Poleg tega je težko verjeti, da je bil slep pesnik zmožen tako živo, slikovito in natančno opisovati življenje in njegovo kompleksnost.
Nejasnosti biografskih podatkov se pridružujejo tudi druge sumljive okoliščine, ki se tičejo kompozicije in pravega avtorja obeh epov. Že v antiki je bilo nejasno katera dela pripadajo Homerju. Ali je Iliada in Odiseja ali samo Iliada, in ali je treba Homerju pripisati tudi druge pesmi tako imenovanega epskega ciklusa: Tebaida, Epigone, Kiprija in druge. Pesmi epskega ciklusa, so ohranjeni samo v fragmentih. V njih so opevani dogodki, ki so se zgodili pred tistimi v Iliadi, tisti med Iliado in Odisejo in na koncu tisti, ki so sledili po Odiseji. Najpomembnejši teh epov si tisti, ki so pripadali tebanskemu in trojanskemu ciklusu.

## Homersko vprašanje
Z izrazom homersko vprašanje sta opredeljeni dve problematiki. Prvo vprašanje, ki si ga zastavljajo literarni zgodovinarji, je: ali je Homer sploh zares živel oziroma ali je avtor dveh največjih epov antične Grčije - Iliade in Odiseje - resnična zgodovinska osebnost. Drugi del homerskega vprašanja sprašuje, ali je oba epa lahko napisal en sam avtor. Tako glede Iliade kot glede Odiseje se pojavljajo dvomi. Zaradi jezikovnih in drugih razlik med epoma nekateri namreč menijo, da je Odiseja vsaj za generacijo mlajša od Iliade. Nemški klasični filolog Friedrich August Wolf je oblikoval teorijo, da sta bila epa v osnovi sestavljena iz več krajših pesmi, ki so jih po ukazu atenskega tirana Pejzistrata združili v celoto.
Homerju so včasih pripisovali tudi avtorstvo naslednjih del:
- komičnega epa Batrahomiomahija (Βατραχομυομαχία) (Vojna med žabami in mišmi)
- zbornika homerskih himn

in še nekaterih izgubljenih oziroma le delno ohranjenih del.
V slovenščino je Iliado in Odisejo prevedel Anton Sovre.

## Homerjev pomen in vpliv
Homer osvoji bralca z živim pripovedovanjem, jasnim izražanjem in previdnim risanjem duševnih karakteristik ljudi iz preteklosti. Njegova poezija je vedno sveža in polna življenjske dinamike. Čeprav je preteklo  že več kot 2500 let odkar se ve za Homerjeve pesmi, je težko najti pesniško delo, ki bi se po vrednosti lahko primerjalo z njim. Homerjeve pesmi so vzor epske poezije, in so s svojo obliko in načinom kompozicije postale vzor vsej epski poeziji vse do danes. Pesnik je vplival ne samo na grško književnost in likovno umetnost ampak tudi na duha in mišljenje celega grškega naroda. Postal je učitelj Grkov, ker so njegova dela postala prva knjiga mladih Grkov, ki so se na njih učili brati in razumeti svoj jezik in zgodovino.
Homerja so proučevali mnogi grški filozofi. Platon in Aristotel sta ga imela za pravzor atiške tragedije. Iz njega so črpali tragedi in lirski pesniki. Ajshil je svoje drame imenoval »mrvice iz bogate Homerjevee mize«. Slikarji in kiparji so svoja dela ustvarjali po Homerjevih opisih (Fidijin kip Zevsa v Olimpiji). Koliko si ga cenili Grki se vidi po tem, da je bilo v Atenah z zakonom določeno, da lahko rapsodi v času panatenejskih svečanosti recitirajo samo njegove pesmi. Homer je v svojih delih z umetniško jasnostjo obsegel vse dele ljudskega življenja, zašel  globoko v ljudsko bitje in odkril občutek človečnosti in moralno lepoto. Grki so v teh delih videli sebe in jih postavili ta temelj svoje kulture. Homer je torej postal izvor ne samo poezije ampak celotne grške zavesti.
Rimskemu pesniku Vergiliju je bil Homer glavni vzor, njegova Odiseja je omogočila Vergiliju izdelavo prvega dela Eneide  (I - VI), Ilijada pa drugi del (VII - XII). Vergilij je oponašal Homerja ne samo v obdelavi posameznih epizod ampak prevajal cele verze, besede in izraze. Vpli Homerjevih del lahko najdemo tudi pri Ariostu, Torquatu Tassu, Ivanu Mažuraniću (Smrt Smail-Age Čengića). Veliki ruski pisec Nikolaj Gogolj je razglasil Odisejo za najpopolnejše delo vseh časov, »zakladnico otroško lepega«. Ilijada in Odiseja vedno omogočata bralcu velik umetniški užitek. Kot dela trajne vrednosti sta prevedena v vse kulturne jezike sveta.